# Dacus munroi
Dacus munroi är en tvåvingeart som först beskrevs av Zaka-ur-rab 1961.  Dacus munroi ingår i släktet Dacus och familjen borrflugor. Inga underarter finns listade i Catalogue of Life.